# West Ham United FC
West Ham United Football Club este un club de fotbal din Londra, Anglia, care evoluează în Premier League.
Clubul a fost fondat în 1895 sub numele Thames Ironworks FC care a fost schimbat în 1900 în West Ham United. În 1904 clubul s-a mutat pe stadionul Boleyn Ground, iar în 2016 pe Stadionul Olimpic din Londra pe care l-a închiriat pentru o perioadă de 99 de ani. Echipa a jucat inițial în Southern League și în Western League înainte de a juca în Football League în 1919, iar mai apoi au promovat în prima ligă pentru sezonul 1923. În anul 1923 a ajuns de asemenea pentru prima oară în finala Cupei Angliei, care a avut loc pe Wembley pierzând în fața echipei Bolton Wanderers.
În 1940 clubul a câștigat ediția inaugurală a Football League War Cup. Clubul a câștigat de trei ori FA Cup în 1964, 1975 și 1980 și a mai disputat alte două finale, în 1923 și 2006. În anul 1965, West Ham a câștigat Cupa Cupelor UEFA, iar în 1999 a fost una dintre câștigătoarele Cupei Intertoto. În 2023, și-a adăugat în palmares un nou trofeu european, UEFA Conference League.
Este unul dintre cele opt cluburi care nu a fost mai jos de liga a doua a fotbalului englez, cu toate acestea, spre deosebire de celelalte șapte cluburi, West Ham nu a câștigat Premier League. Cea mai bună clasare a fost obținută în sezonul 1985-86 când a terminat pe locul 3.
Trei jucători de la West Ham au fost considerați un factor important în echipa Angliei, care a câștigat Campionatul Mondial din 1966. Cei trei jucători au fost: Bobby Moore care era căpitanul echipei naționale, Geoff Hurst și Martin Peters care au marcat în finală.
În mai 2016, ciocănarii au disputat ultimul meci pe stadionul Boleyn Ground împotriva lui Manchester United. Arena Boleyn Ground a fost demolată, lăsând locul unui cartier de locuințe.

## Lotul actual
La 9 august 2025.
| Nr. |               | Poziție | Jucător                 |
| --- | ------------- | ------- | ----------------------- |
| 1   | Danemarca     | P       | Mads Hermansen          |
| 2   | Anglia        | F       | Kyle Walker-Peters      |
| 3   | Anglia        | F       | Maximilian Kilman       |
| 4   | Mexic         | M       | Edson Álvarez           |
| 5   | Maroc         | F       | Nayef Aguerd            |
| 7   | Țările de Jos | A       | Crysencio Summerville   |
| 8   | Anglia        | M       | James Ward-Prowse       |
| 9   | Anglia        | A       | Callum Wilson           |
| 10  | Brazilia      | M       | Lucas Paquetá           |
| 11  | Germania      | A       | Niclas Füllkrug         |
| 12  | Senegal       | F       | El Hadji Malick Diouf   |
| 15  | Grecia        | F       | Konstantinos Mavropanos |
| 17  | Brazilia      | M       | Luis Guilherme          |
| 20  | Anglia        | A       | Jarrod Bowen (căpitan)  |
| 21  | Anglia        | P       | Wes Foderingham         |

| Nr. |                           | Poziție | Jucător           |
| --- | ------------------------- | ------- | ----------------- |
| 22  | Coasta de Fildeș          | A       | Maxwel Cornet     |
| 23  | Franța                    | P       | Alphonse Areola   |
| 24  | Argentina                 | M       | Guido Rodríguez   |
| 25  | Franța                    | F       | Jean-Clair Todibo |
| 28  | Cehia                     | M       | Tomáš Souček      |
| 29  | Republica Democrată Congo | F       | Aaron Wan-Bissaka |
| 30  | Anglia                    | F       | Oliver Scarles    |
| 32  | Anglia                    | M       | Freddie Potts     |
| 33  | Italia                    | F       | Emerson Palmieri  |
| 39  | Scoția                    | M       | Andy Irving       |
| 40  | Anglia                    | M       | George Earthy     |
| 47  | Ungaria                   | P       | Krisztián Hegyi   |
| 50  | Irlanda de Nord           | A       | Callum Marshall   |
| 61  | Anglia                    | M       | Lewis Orford      |

## Împrumutați
| Nr. |        | Poziție | Jucător                                             |
| --- | ------ | ------- | --------------------------------------------------- |
|     | Anglia | P       | Mason Terry (la Braintree Town până pe 31 mai 2026) |
|     | Anglia | F       | Kaelan Casey (la Swansea City până pe 31 mai 2026)  |

| Nr. |                 | Poziție | Jucător                                                  |
| --- | --------------- | ------- | -------------------------------------------------------- |
|     | Irlanda de Nord | F       | Michael Forbes (la Northampton Town până pe 31 mai 2026) |
|     | Anglia          | A       | Gideon Kodua (la Luton Town până pe 31 mai 2026)         |

## Foști jucători

### Numere retrase
- 6  Bobby Moore, Fundaș (1958–74) – postum[4]
- 38  Dylan Tombides, Atacant (2010–14) – postum[5]

### Căpitanii clubului
| Perioada  | Nume             | Note                                                        |
| --------- | ---------------- | ----------------------------------------------------------- |
| 1895–97   | Bob Stevenson    |                                                             |
| 1897–99   | Walter Tranter   |                                                             |
| 1899      | Tom Bradshaw     | Bradshaw a decedat în ziua de Crăciun 1899.                 |
| 1899–01   | Charlie Dove     |                                                             |
| 1901–03   | Necunoscut       |                                                             |
| c.1903–04 | Ernest Watts     |                                                             |
| 1904–07   | David Gardner    |                                                             |
| 1907–11   | Frank Piercy     |                                                             |
| 1911–14   | Tommy Randall    |                                                             |
| 1914–15   | Dick Leafe       |                                                             |
| 1915–22   | Billy Cope       | A fost căpitan și la meciuri din Primul Război Mondial.     |
| 1922–25   | George Kay       |                                                             |
| 1925–26   | Billy Moore      |                                                             |
| 1926–28   | Jack Hebden      |                                                             |
| 1928–32   | Stanley Earle    |                                                             |
| 1932–37   | Jim Barrett      |                                                             |
| 1937–46   | Charles Bicknell | A rămas căpitan și la meciuri din Al Doilea Război Mondial. |
| 1946–51   | Dick Walker      |                                                             |
| 1951–57   | Malcolm Allison  |                                                             |
| 1957–60   | Noel Cantwell    | Primul căpitan din afara Regatului Unit                     |
| 1960–62   | Phil Woosnam     |                                                             |
| 1962–74   | Bobby Moore      |                                                             |
| 1974–84   | Billy Bonds      |                                                             |
| 1984–90   | Alvin Martin     |                                                             |
| 1990–92   | Ian Bishop       |                                                             |
| 1992–93   | Julian Dicks     |                                                             |
| 1993–96   | Steve Potts      |                                                             |
| 1996–97   | Julian Dicks     |                                                             |
| 1997–2001 | Steve Lomas      |                                                             |
| 2001–03   | Paolo Di Canio   | Primul căpitan din afara Insulelor Britanice                |
| 2003      | Joe Cole         |                                                             |
| 2003–05   | Christian Dailly |                                                             |
| 2005–07   | Nigel Reo-Coker  |                                                             |
| 2007–09   | Lucas Neill      | Primul căpitan din afara Europei                            |
| 2009–11   | Matthew Upson    |                                                             |
| 2011–15   | Kevin Nolan      |                                                             |
| 2015–22   | Mark Noble       |                                                             |
| 2022-23   | Declan Rice      |                                                             |
| 2023–24   | Kurt Zouma       |                                                             |
| 2024–     | Jarrod Bowen     |                                                             |

## Legături externe
Materiale media legate de West Ham United F.C. la Wikimedia Commons
Official
- West Ham United F.C. official website
- West Ham United News – Sky Sports'